# Кашкандио
Кашкандио (дари کشکنديو) — кишлак на северо-востоке Афганистана, в вилаяте (провинции) Бадахшан. Входит в состав района Вахан.

## Географическое положение
Кашкандио расположен на северо-востоке Бадахшана, в высокогорной местности, на левом берегу реки Пяндж, вблизи места впадения в неё малой реки Кашкандио, на расстоянии приблизительно 135 километров к востоку-юго-востоку (ESE) от города Файзабада, административного центра вилаята. Абсолютная высота — 2792 метра над уровнем моря. Ближайшие населённые пункты — кишлак Пыгиш (выше по течению Пянджа), кишлак Ургунт (ниже по течению Пянджа).

## Население
В национальном составе преобладают ваханцы.